# Frankenblick
Frankenblick är en kommun i Landkreis Sonneberg i förbundslandet Thüringen i Tyskland.